# Sosiphanes
Sosiphanes ist ein altgriechischer Tragiker der „Pleias“. Er stammte aus Syrakus und lebte um 300 v. Chr. Sosiphanes soll 73 Tragödien geschrieben haben, von denen aber nur geringe Fragmente erhalten sind.
Dieser Artikel basiert auf einem gemeinfreien Text aus Meyers Konversations-Lexikon, 4. Auflage von 1888 bis 1890.
| Personendaten    | Personendaten            |
| ---------------- | ------------------------ |
| NAME             | Sosiphanes               |
| KURZBESCHREIBUNG | altgriechischer Tragiker |
| GEBURTSDATUM     | 4. Jahrhundert v. Chr.   |
| STERBEDATUM      | 3. Jahrhundert v. Chr.   |